# 葡语系运动会足球比赛
葡语系运动会足球比赛第一次于2006年在澳门举办，目前只举办了男子比赛。